# ایسمائل اورزایز
ایسمائل اورزایز (به اسپانیایی: Ismael Urzaiz) بازیکن فوتبال اهل اسپانیا است که از سال ۱۹۹۶ تا ۲۰۰۱ میلادی عضو تیم ملی فوتبال اسپانیا بوده و در ۲۵ بازی ملی حضور داشته‌است. او در بازی‌های ملی‌اش ۸ گل به ثمر رساند.